# SV Union Zella-Mehlis
SV Union Zella-Mehlis was een Duitse voetbalclub uit Zella-Mehlis, Thüringen. 

## Geschiedenis
In 1905 werd FC 1905 Zella opgericht. Vanaf 1910 speelde de club in de nieuwe West-Thüringse competitie. In 1914 eindigden drie teams bovenaan de rangschikking en er kwam een play-off. De club won één keer en verloor dan van SC Meiningen 04. 
In 1912 werd TV 1912 Zella opgericht. Deze club speelde vanaf 1916 in de hoogste klasse en werd ook meteen kampioen. Om een onbekende reden nam de club dat jaar niet deel aan de eindronde. In 1918 werd de naam in SC 1912 Zella gewijzigd. 
Na de Eerste Wereldoorlog werd de competitie hervormd en werd de Kreisliga Thüringen ingevoerd. Beide clubs speelden nu in de tweede klasse. SC Zella won in 1920 de titel voor rivaal FC en promoveerde naar de Kreisliga. In 1922 promoveerde ook FC. Na 1923 werd de Kreisliga afgevoerd en werd de West-Thüringse competitie als Gauliga Westthüringen heringevoerd. SC 1912 werd twee keer op rij kampioen en plaatste zich voor de eindronde. In 1924 verloor de club meteen van SC 06 Oberlind en in 1925 van SpVgg 02 Erfurt. Na een paar jaar in de middenmoot geëindigd te zijn kon FC 1905 in 1927 de titel veroveren, met vier punten voorsprong op SC. In de eindronde verloor de club van Sportfreunde Halle. In 1928 werd SC Zella nog vicekampioen maar in 1929 eindigden beide clubs in de middenmoot. 
Hierna fuseerden ze tot SV Union Zella-Mehlis. De club werd meteen kampioen en nam zo deel aan de Midden-Duitse eindronde, waar ze meteen verloren van SV 08 Steinach. De volgende seizoenen eindigde de club in de subtop. 
In 1933 werd de competitie geherstructureerd. De Midden-Duitse bond werd ontbonden en de vele competities werden vervangen door de Gauliga Mitte en Gauliga Sachsen. De clubs uit West-Thüringen werden te licht bevonden voor de Gauliga Mitte en ook voor de Bezirksklasse Thüringen, die de nieuwe tweede klasse werd, kwalificeerden zich slechts twee teams. De club ging verder spelen in de Kreisklasse Westthüringen. In 1936 werd de club kampioen, maar kon via de eindronde geen promotie afdwingen. In 1942 werd de club opnieuw kampioen en promoveerde nu rechtstreeks. De club werd laatste in 1942/43 en de Bezirksklasse werd na dit seizoen ontbonden en vervangen door de Kreisklassen omdat die regionaal meer verdeeld waren. 
Na het einde van de Tweede Wereldoorlog werden alle Duitse voetbalclubs ontbonden. Deze club werd niet meer heropgericht.